# Katrin Meißner
Katrin Meißner (Istočni Berlin, 17. siječnja 1973.) je bivša njemačka plivačica.
Dvostruka je olimpijska pobjednica u plivanju.